# Gulbadam Babamuratova
Gulbadam Babamuratova, née le 24 août 1991 à Türkmenabat, est une judokate turkmène.
Elle est nommée porte-drapeau de la délégation turkmène aux Jeux olympiques d'été de 2020.

## Palmarès international en judo
| Jeux asiatiques             | Jeux asiatiques | Jeux asiatiques |
| Année                       | Médaille        | Catégorie       |
| --------------------------- | --------------- | --------------- |
| 2014                        | argent          | –52 kg          |
| Championnats d'Asie de judo |                 |                 |
| Année                       | Médaille        | Catégorie       |
| 2016                        | bronze          | –52 kg          |

## Palmarès international en sambo
| Universiade | Universiade | Universiade |
| Année       | Médaille    | Catégorie   |
| ----------- | ----------- | ----------- |
| 2013        | bronze      | –52 kg      |

## Palmarès international en lutte à la ceinture
| Universiade | Universiade | Universiade |
| Année       | Médaille    | Catégorie   |
| ----------- | ----------- | ----------- |
| 2013        | or          | –52 kg      |